# Hide & Seek / Something
《Hide & Seek / Something》是韩国男子团体東方神起在日本发行的第40张单曲。于2014年2月5日由avex trax公司发行。

## 概要
这张单曲距上张单曲发行约2个月，是团体于2014年发行的第一张单曲。作为3月发行的新专辑《TREE》的现行单曲、附属的DVD中收录了主打曲之一的《Something》的MV。
这张单曲收录了作为富士电视台播出的电视剧《白色荣光4》主題歌的《Hide & Seek》与在韓国发行的出道十周年纪念专辑《TENSE》的主打曲《Something》的日语版本，是一张双A面单曲。
初回限定版本封入特典是封面大小的卡片（6種中随机封入1种）。

## 收录内容
CD
1. 《Hide & Seek》
作詞：H.U.B.、作曲：近藤薫、編曲：井上慎二郎（日语：井上慎二郎）
富士电视台电视剧《白色荣光4》主題歌
2. 《Something》
作詞：俞永镇、日本語词：H.U.B.、作曲：俞含镇, 俞永镇、編曲：俞含镇
日本电视台《Music Dragon（日语：ミュージックドラゴン）》1月片头曲
3. 《Hide & Seek》 - Markus Bøgelund's Audio Ninja Remix -（只在CD ONLY版本收录）
4. 《Hide & Seek》 -Less Vocal-
5. 《Something》 -Less Vocal-

DVD
1. 《Something》（Video Clip）
2. 《Something》（Video Clip）Off Shot Movie
  - 只在初回限定盤版本收录。

- Bigeast盤与[CD+DVD]版的CD内容相同